# Ернестинська лінія Веттінів

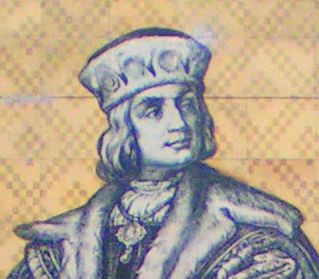
Ернест, родоначальник ернестинців. Елемент плиткового панно «Хода князів»

Ернестинська лінія Веттінів — нащадки курфюрста Саксонії Ернста.

## Виникнення
Ернст та Альбрехт III Саксонські, сини курфюрста Фрідріха II (1412–1464), довгий час спільно правили батьківським спадком, при цьому Ернст, як старший, мав звання курфюрста. В 1485 брати поділили володіння між собою (так званий Лейпцизький поділ), заснувавши дві гілки династії Веттінів — Ернестинську і Альбертинську лінії. Альбрехт і його нащадки отримали власну територію з центром в Дрездені, якою вони правили з тих пір як саксонські герцоги.
У той час як ернестинський курфюрст Фрідріх III підтримав реформацію, Альбертинский герцог Георг Бородатий виступив проти неї. Тільки його брат Генріх V (1538–1541), який успадкував Георгу як герцог, ввів реформацію в Альбертинській Саксонії.

## Втрата курфюрства
Попри те, що він був протестантом, альбертинець Мориць Саксонський в 1546 став на бік імператора Карла V проти протестантських князів Шмалькальденського союзу, очолюваних його двоюрідним братом курфюрстом Йоганном-Фрідріхом Великодушним.
Після поразки протестантів в Шмалькальденській війні в 1547, Мориц, у винагороду за надані послуги, отримав від імператора титул курфюрста і більшу частину володінь Ернестинської лінії. З тих пір Альбертинська лінія стала головною в династії Веттинів.
З втратою курфюрства і постійними поділами спадщини (і пов'язаним з цим дробленням володінь) ернестинська лінія з середини XVII ст. назавжди втратила своє значення в Священній Римській імперії.

## Саксен-Кобург-Гота
Пізніша побічна гілка Ернестинської лінії, яка правила герцогством Саксен-Кобург-Гота, завдяки вдало укладеним шлюбам, в XIX ст. набула міжнародного значення. Члени цієї лінії вступили на престоли кількох європейських країн. Сьогодні члени ернестинської лінії правлять в Бельгії та у Великій Британії (під назвою Віндзорська династія).

## Побічні лінії і ернестинські доми
- Саксен-Веймар
- Саксен-Гота
- Саксен-Кобург
- Саксен-Кобург-Гота
- Саксен-Майнінген
- Саксен-Хільдбургхаузен
- Саксен-Айзенах

## Веттінські лінії і князівства 1485–1918 (зображення)
Огляд ліній і князівств Веттінів, які виникли з Лейпцігського поділу 1485 (для збільшення клацнути на зображення).